# Hipismo nos Jogos Pan-Americanos de 1983
As competições de hipismo nos Jogos Pan-Americanos de 1983 foram realizadas em Caracas, na Venezuela. Quatro eventos concederam medalhas.

## Medalhistas
| Evento                            | Ouro                   | Prata                | Bronze                 |
| --------------------------------- | ---------------------- | -------------------- | ---------------------- |
| Adestramento individual detalhes  | Carole Grant ( USA )   | Hilda Gurney ( USA ) | Orlando Facada ( BRA ) |
| Adestramento por equipes detalhes | USA Estados Unidos     | MEX México           | BRA Brasil             |
| Saltos individual detalhes        | Anne Kursinski ( USA ) | James Elder ( CAN )  | Michael Matz ( USA )   |
| Saltos por equipes detalhes       | USA Estados Unidos     | CAN Canadá           | MEX México             |

## Quadro de medalhas
| Ordem | País               | Medalha de ouro | Medalha de prata | Medalha de bronze |    |
| ----- | ------------------ | --------------- | ---------------- | ----------------- | -- |
| 1     | USA Estados Unidos | 4               | 1                | 1                 | 6  |
| 2     | CAN Canadá         |                 | 2                |                   | 2  |
| 3     | MEX México         |                 | 1                | 1                 | 2  |
| 4     | BRA Brasil         |                 |                  | 2                 | 2  |
| TOTAL | TOTAL              | 4               | 4                | 4                 | 12 |

## Ligação externa
- Jogos Pan-Americanos de 1983